# حسن صبری پاشا
حسن صبری پاشا (انگلیسی: Hassan Sabry Pasha؛ ۱۸۷۹ – ۱۴ نوامبر ۱۹۴۰) یک سیاست‌مدار اهل مصر بود.